# Parque Aquático Munsu

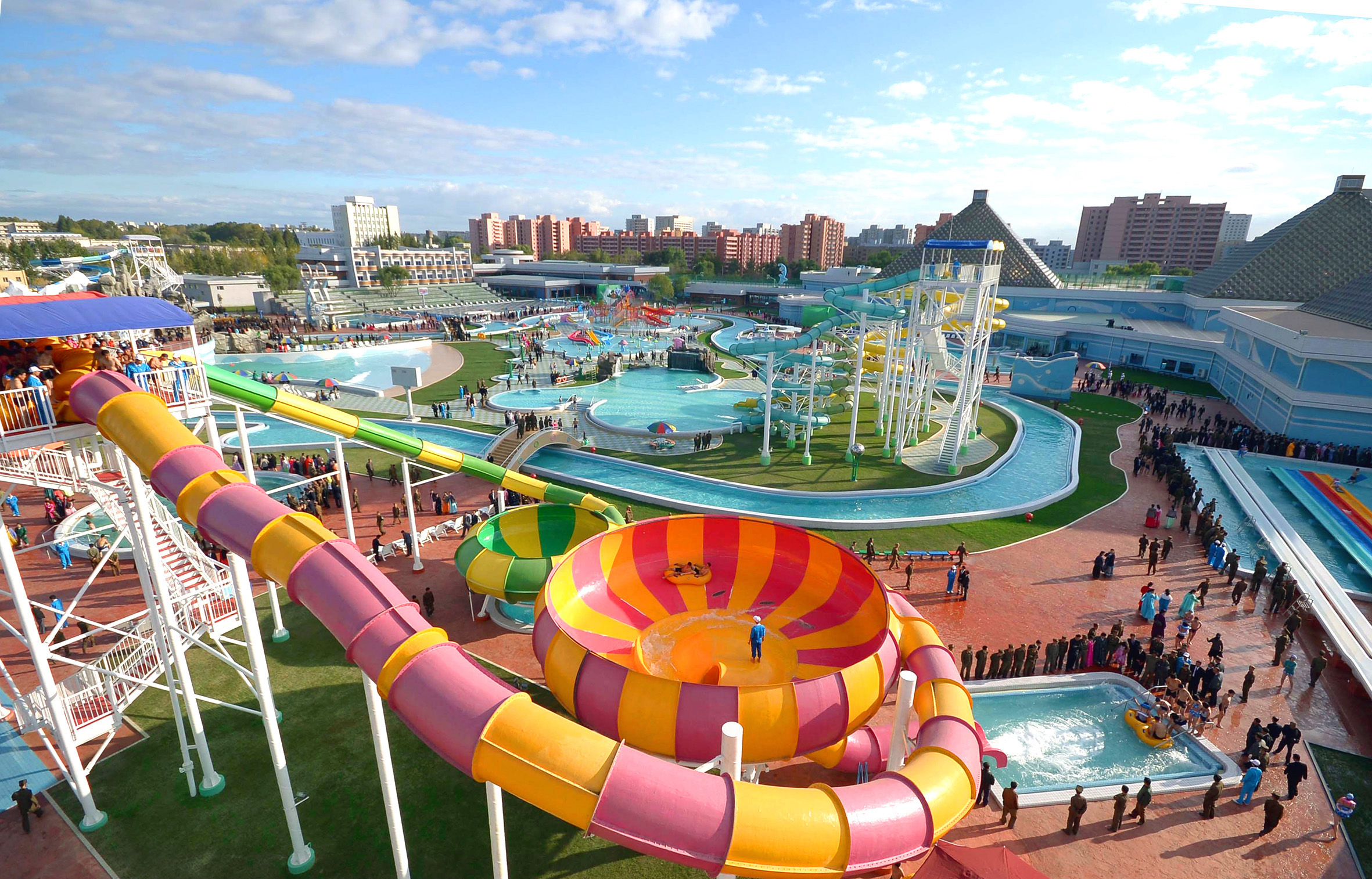
Parque Aquático Munsu

O Parque Aquático Munsu ou Munsu Water Park (em coreano: 문수물놀이장) é um parque aquático estatal localizado no leste de Pyongyang, Coreia do Norte, que foi aberto ao público em novembro de 2013. O parque cobre uma área de 15 hectares (37 acres) com atividades internas e externas disponíveis durante todo o ano.

## Cerimônia de conclusão
A cerimônia de conclusão do parque ocorreu em 15 de outubro de 2013 e envolveu os chefes das forças armadas, juntamente com altos funcionários do governo. O primeiro-ministro da Coreia do Norte, Pak Pong-ju, proferiu um discurso dizendo que "o parque aquático é uma obra construída graças ao espírito do pessoal de serviço do Exército dos Povos Coreanos de realizar devotamente qualquer projeto e também características de combate, já que estão prontos para ir em resposta calorosa à ordem do comandante supremo."

## Instalações
O parque possui piscinas internas e externas, 14 toboáguas, uma quadra de vôlei, quadra de basquete, uma parede de escalada, um cabeleireiro, além de um restaurante buffet, café e um bar. Uma estátua em tamanho natural de Kim Jong-Il fica no hall de entrada da piscina coberta.

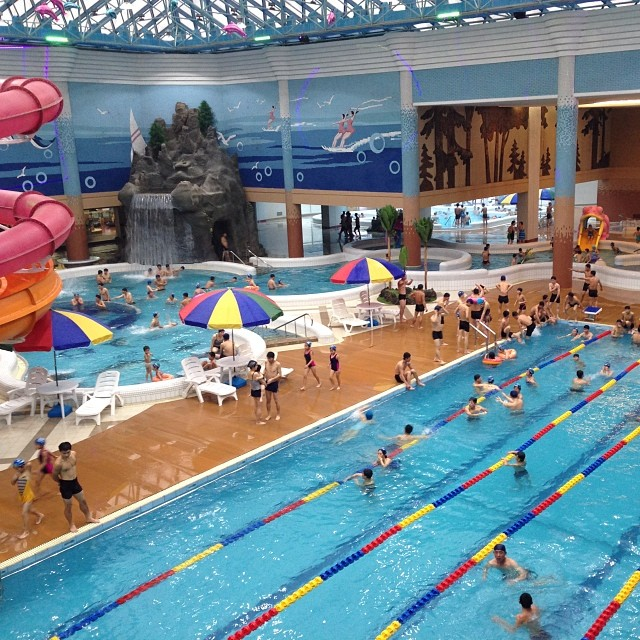
Piscinas no parque aquático
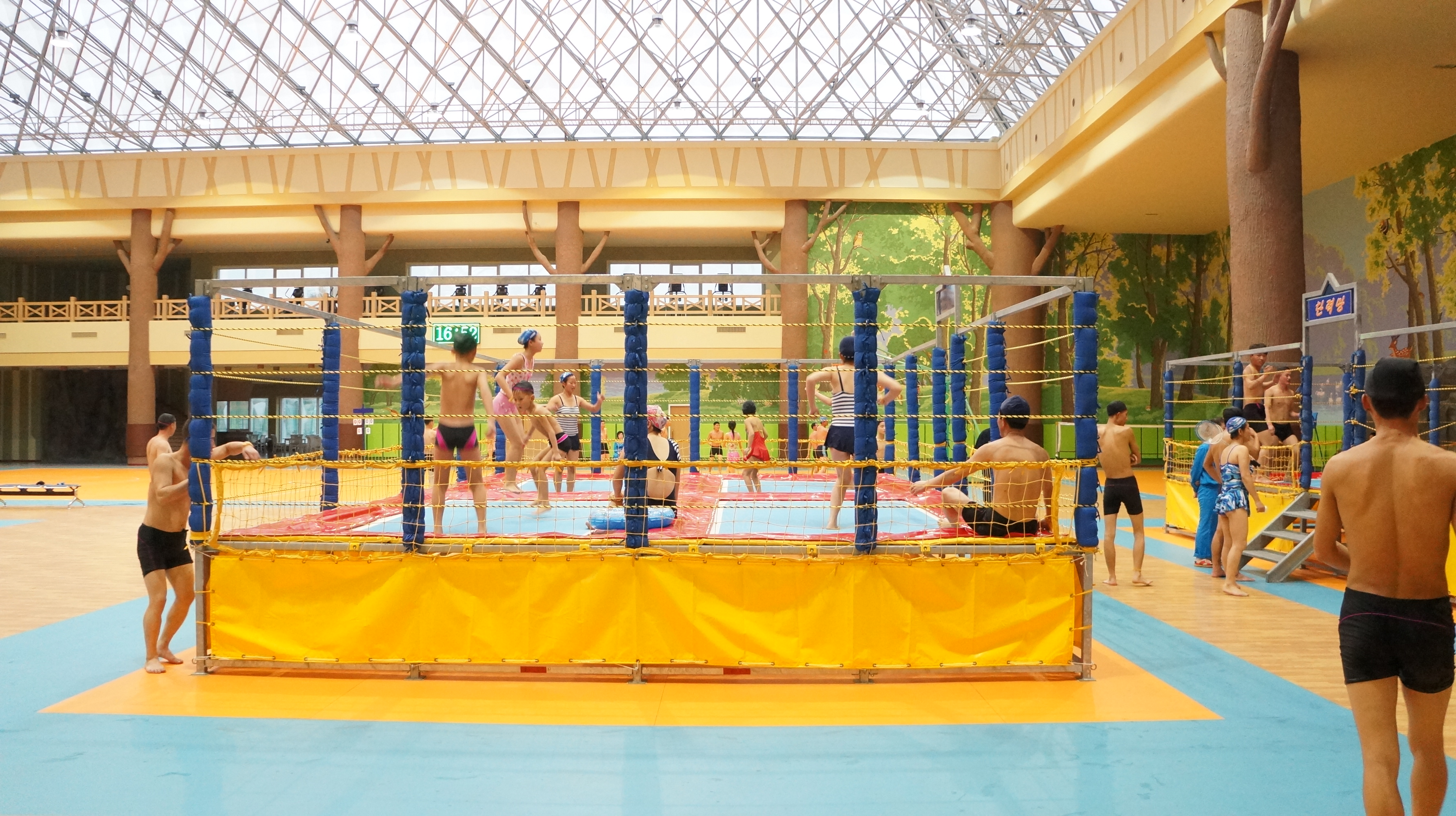
Esportes indoor
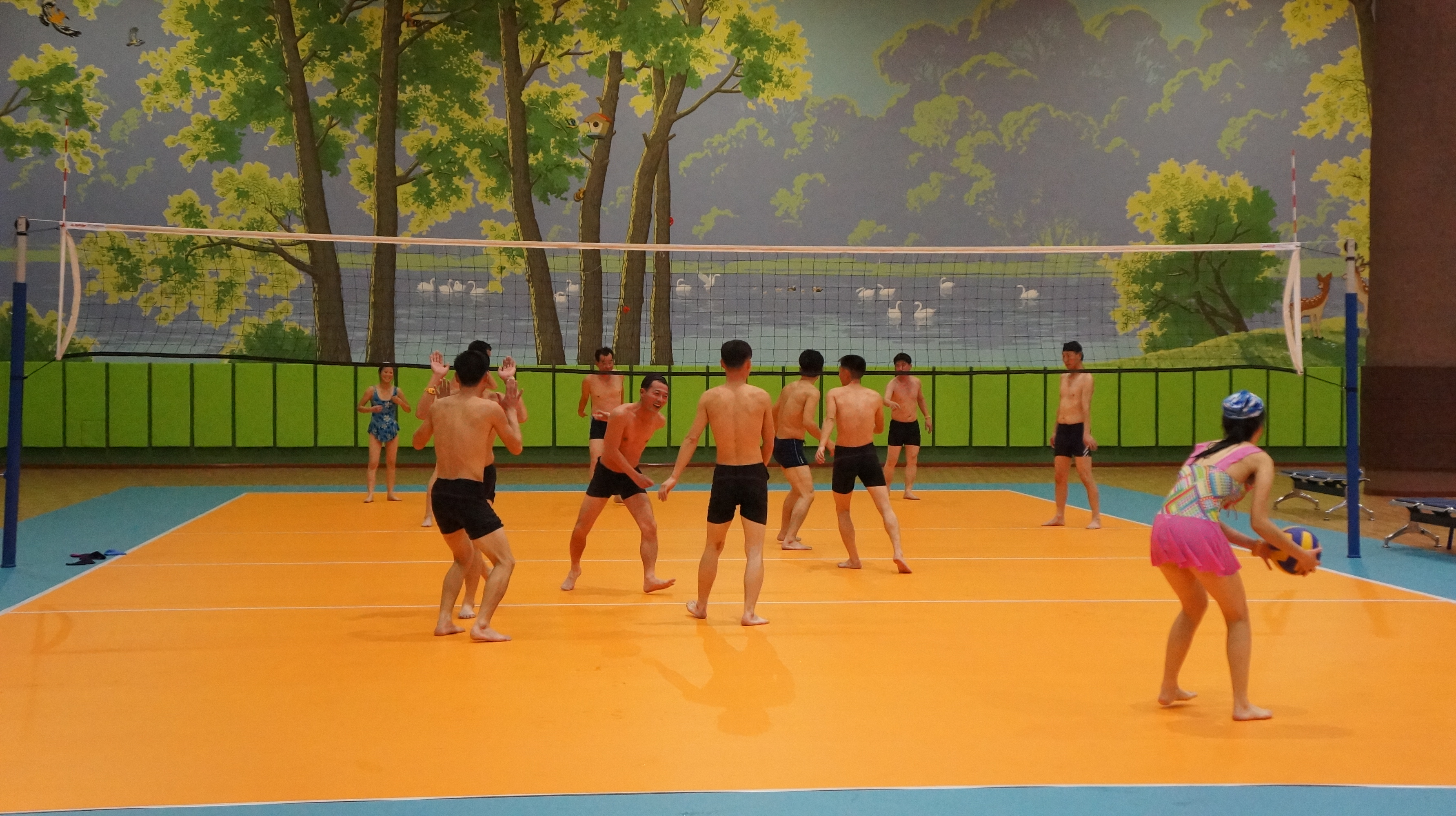
Quadra de vôlei